# مايلز كوليدغ
مايلز كوليدغ هو مصور كندي، ولد في 1963 في مونتريال في كندا.